# 梅吉穆列縣
梅吉穆列縣是克羅地亞最北部的一個縣。西鄰斯洛文尼亞，東鄰匈牙利。地理上屬阿爾卑斯山脈和潘諾尼亞平原的過渡地帶。面積729平方公里，人口118,426（2001年）。首府察科韋茨。
下分三市、二十二鎮。縣議會有41席。